# Karel Bělohradský
Karel Bělohradský (9. prosince 1926 – 10. února 2006) byl československý basketbalista, účastník olympijských her a vicemistr Evropy. Byl hráčem Uncas Praha (1944-1948), se kterým byl mistrem republiky 1945 a vicemistrem v roce 1947. Přestoupil do Sokola pražského, se kterým získal třetí místo v Mistrovství Československa 1948/49. V dalších letech hrál za ÚDA Praha a Teslu Žižkov. V článcích je někdy chybně uveden s křestním jménem Josef.
Československo reprezentoval na letních olympijských hrách 1948 v Londýně, kde s národním týmem skončil v olympijské basketbalové soutěži na 7. místě. S reprezentačním družstvem získal stříbrné medaile na Mistrovství Evropy 1947 v Praze. Celkem odehrál za československou basketbalovou reprezentaci 19 zápasů v letech 1946-1957.

## Hráčská kariéra
klub
- 1944–1948 Uncas Praha - 1. místo (1945), 2. místo (1947)
- 1948–1950 Sokol pražský - 3. místo (1949)
- 1950-1951 ÚDA Praha 6. místo (1950/51), 4. místo (1951)
- 1955-1957 Tesla Žižkov

Československo
- 19 utkání za Československo (1946–1957), z toho 10 zápasů a 33 bodů na světových a evropských soutěžích
- Olympijské hry 1948 Londýn, (3 body /4 zápasy) 7. místo
- Mistrovství Evropy - 1947 Praha (30 bodů /6 zápasů) 2. místo
- vicemistr Evropy (1947)